# Lapis lazuli

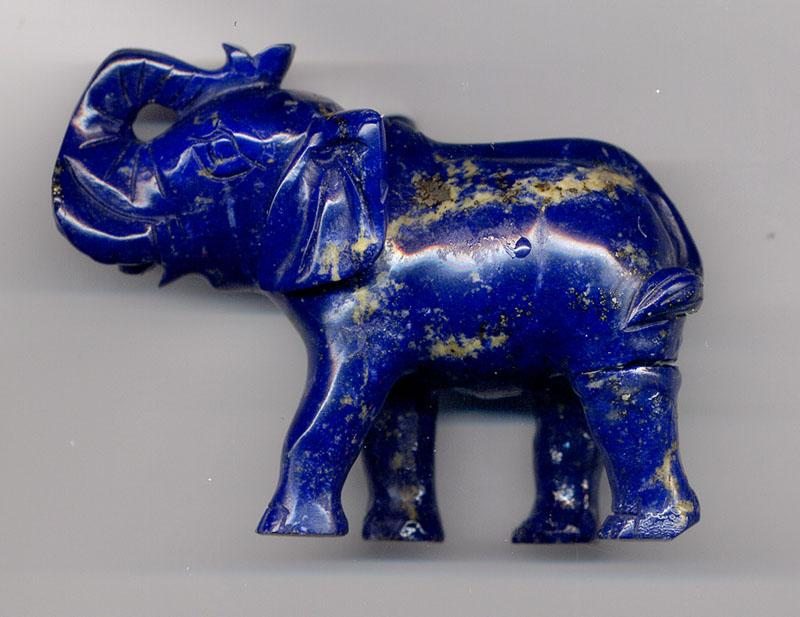
Een beeldje van hoge kwaliteit lapis lazuli. Er zijn goudkleurige insluitingen van pyriet zichtbaar. Het beeldje is 8 cm lang.

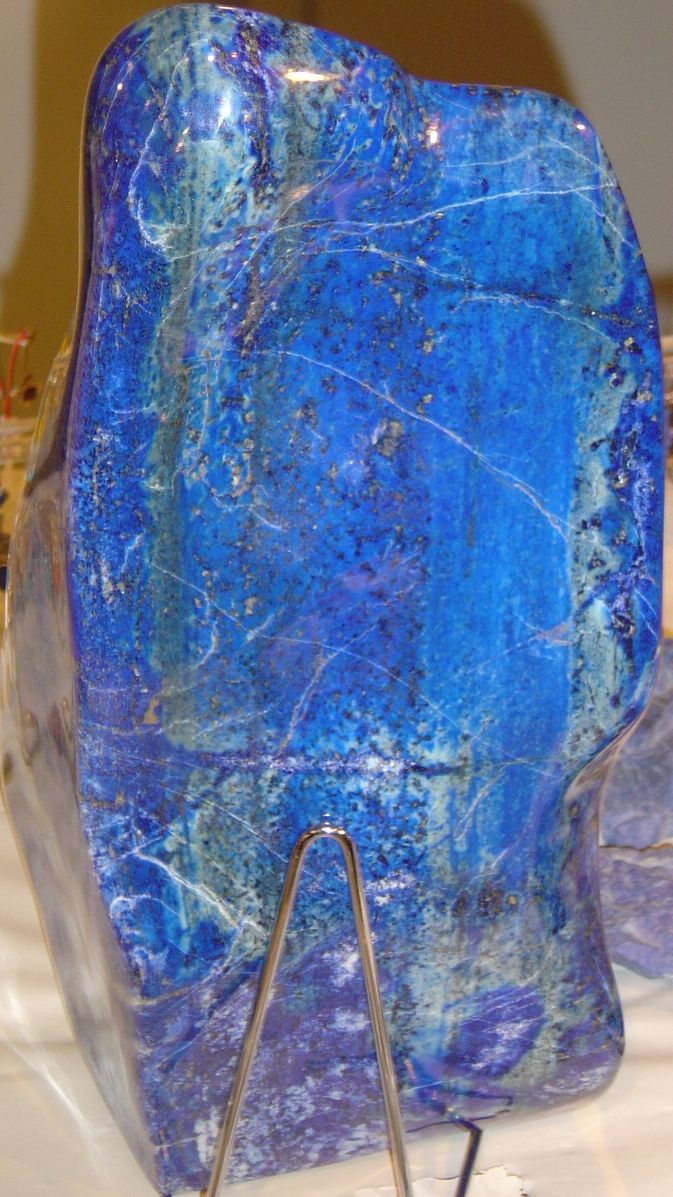
Lapis lazuli

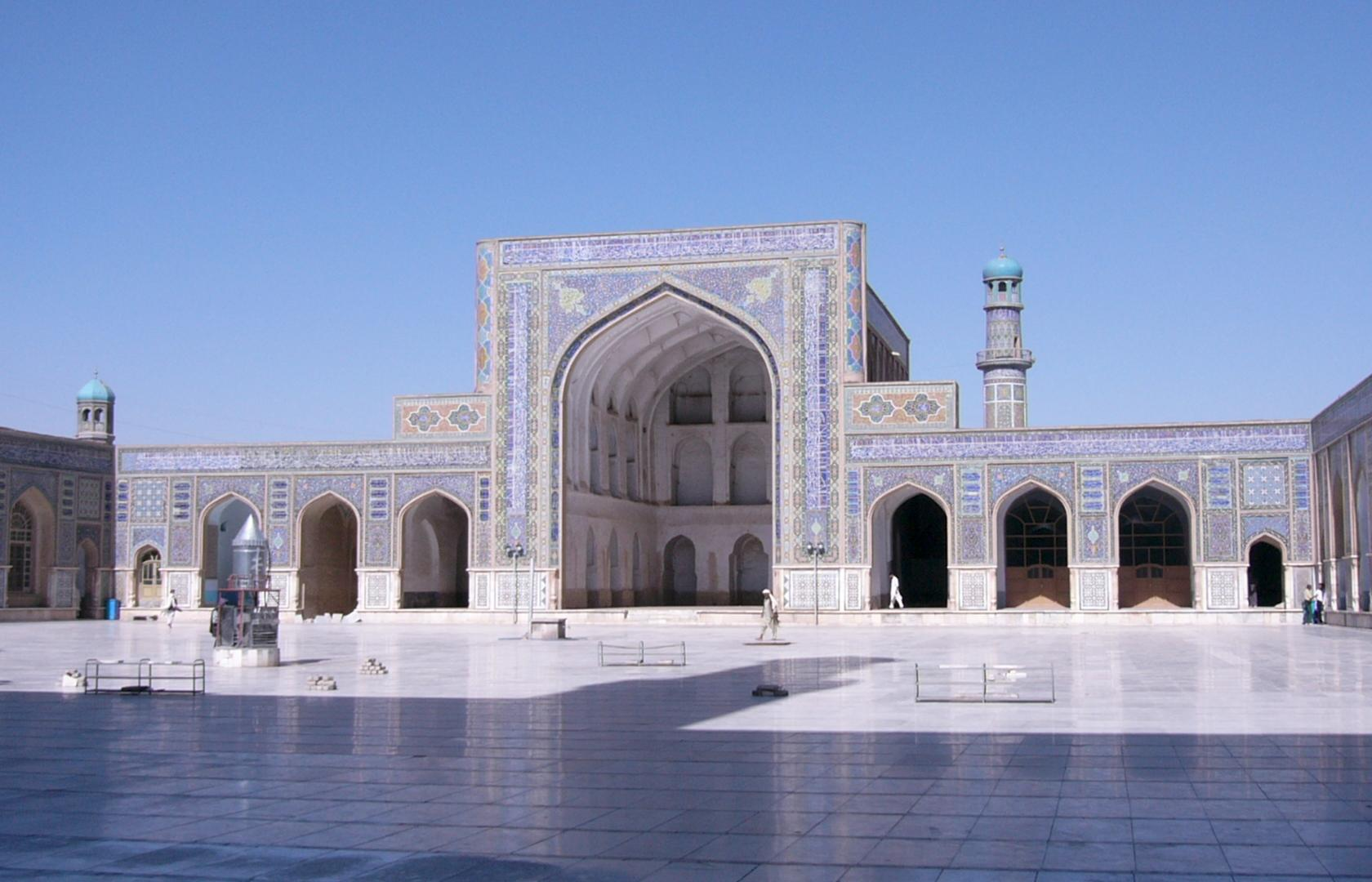
De Vrijdagmoskee van Herat, grotendeels bedekt met lapis lazuli

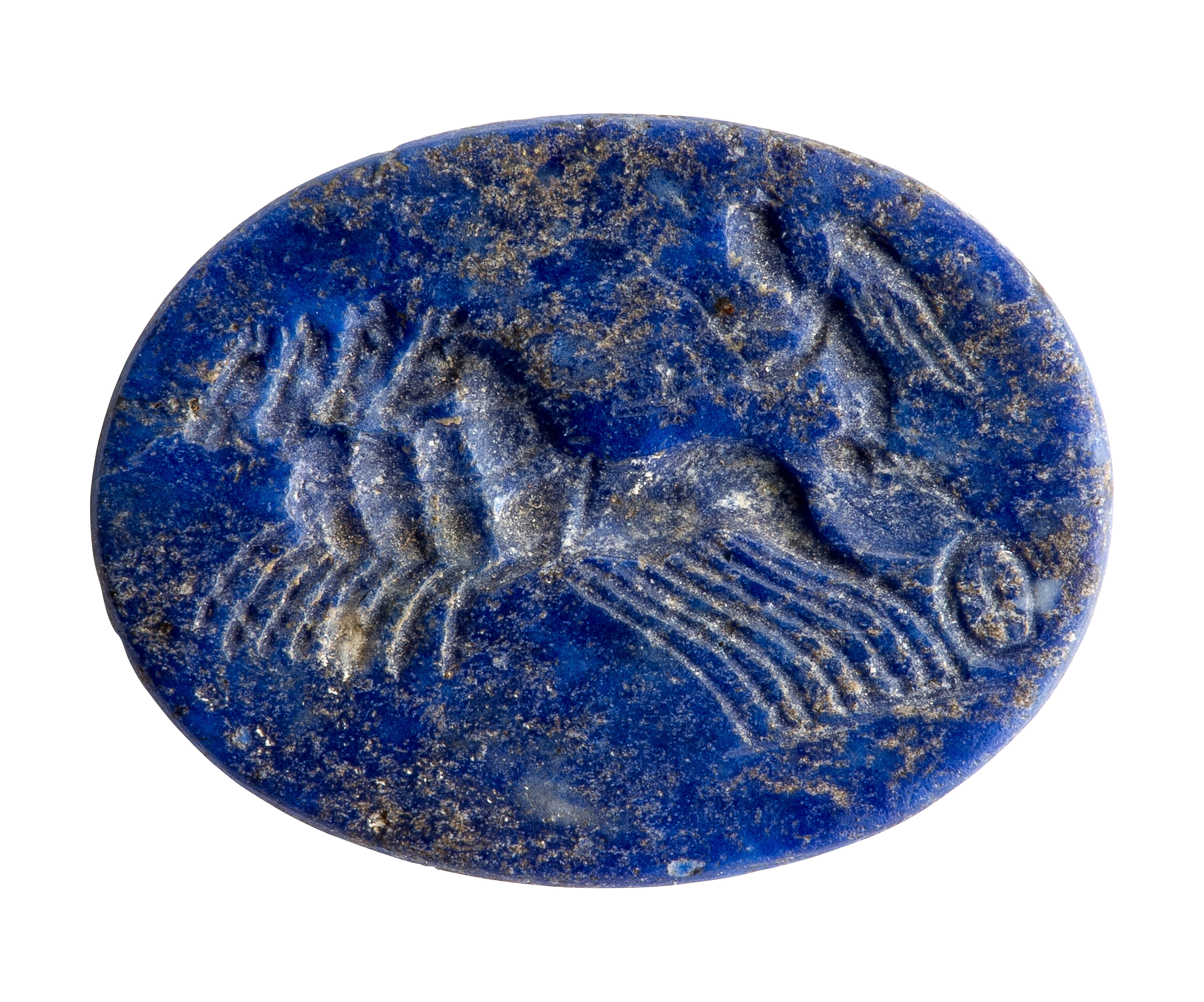
Romeinse gem in lapis lazuli met afbeelding van Victoria op een wagen, 2de eeuw, gevonden in Tongeren, Gallo-Romeins Museum (Tongeren)

Lapis lazuli of lazuursteen is een ondoorzichtig gesteente met een intense azuurblauwe kleur. Het wordt voornamelijk gewonnen in Afghanistan.

## Samenstelling en eigenschappen
De belangrijkste component van lapis lazuli is lazuriet (25% tot 40%), een veldspaatvervanger met de chemische formule (Na,Ca)8(AlSiO4)6(S,SO4,Cl)1-2. Andere belangrijke componenten zijn: calciet (wit), sodaliet (blauw) en pyriet (geel - metallisch glanzend). Verder kunnen ook de mineralen augiet, diopsiet, enstatiet, mica's, hauyniet, hornblende, geyeriet (een zwavelrijke variëteit van lollingiet) en noseaan in lapis lazuli voorkomen.
Lapis lazuli is voor een edelsteen niet bijzonder hard. Op de schaal van Mohs is de hardheid 5,5, wat betekent dat de steen gemakkelijk door hardere edelstenen gekrast kan worden. Het is daarom niet verstandig juwelen met lapis lazuli samen met hardere edelstenen op te bergen.
Lapis lazuli ontstaat meestal door contactmetamorfose in kristallijne marmer.

## Uiterlijk
Als edelsteen zijn vooral de intens blauwe stenen gewild, liefst licht goudkleurig gespikkeld met pyriet ("gouden glitters"). Witte calcietaders maken de steen minder waard. Lapis lazuli met te veel calciet en pyriet is ook minder gewild. Kleine hoeveelheden pyriet helpen echter een steen als "echt" te identificeren en brengen de waarde niet naar beneden.
De beste kwaliteit lapis wordt in Afghanistan en Chili gevonden, maar er zijn ook vindplaatsen verder noordelijk in Centraal-Azië en China.

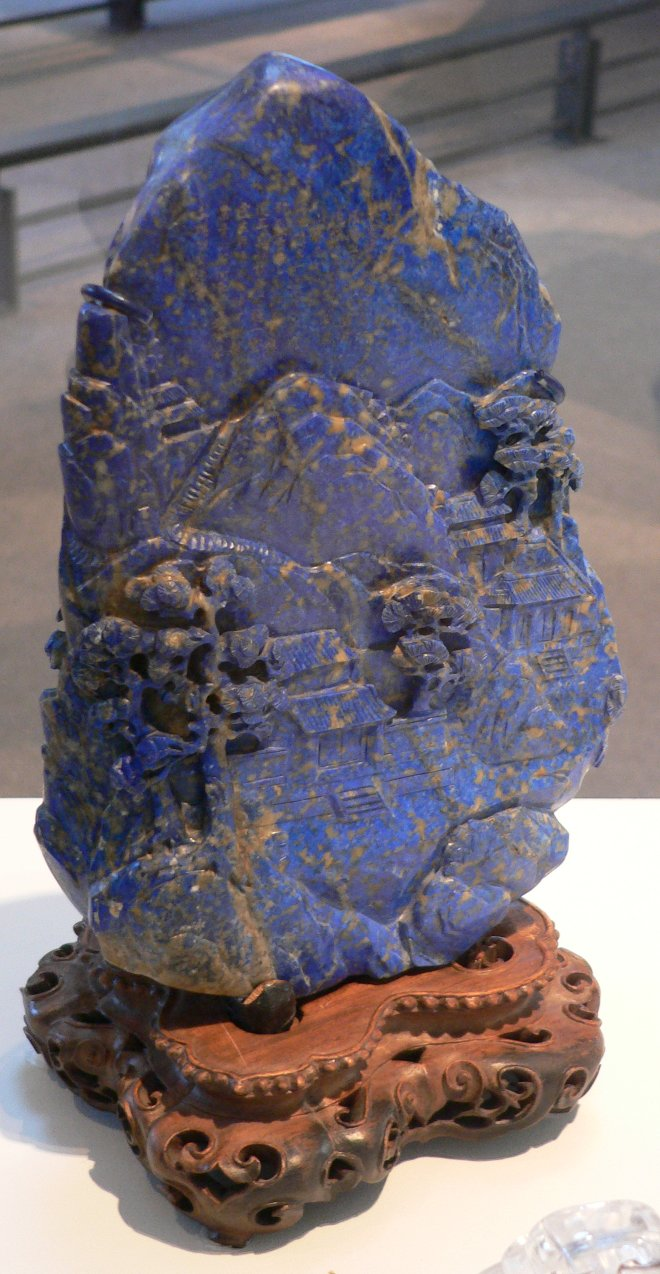
Berg van lapis lazuli uit de Qing-dynastie

## Naamgeving
Lapis is Latijn voor 'steen' en lazuli is de genitief van het Middellatijnse lazulum, dat een verbastering is van het Arabische lāzaward, dat weer afkomstig is van het Perzische Lāžward (لاژورد), de naam van mijnen in Turkestan waar lapis lazuli werd gevonden. De naam van deze plaats raakte verbonden aan het blauwe gesteente en uiteindelijk ook met zijn kleur. Het Nederlandse woord azuur is, net als de Spaanse en Portugese woorden azul, het Italiaanse azzurro, het Franse azur en het Engelse azure een cognaat.
Vanaf de 13de eeuw importeren Venetianen de blauwe halfedelsteen. Om hieruit pigment te verkrijgen vergruisden zij de stenen, vermengden het met een deeg van hars, was, gom en lijnzaadolie. Daarna werd de bal drie dagen gekneed in een pot met water, waarbij het pigment naar de bodem zinkt. Na droging kan het pigment worden verkocht.

## Geschiedenis
Lapis lazuli was al sinds de oudheid bekend. Er werd in de stad Ur al in 4000 v.Chr. in gehandeld. Het was een van de handelsproducten van de handel tussen Sumer, Dilmun en Meluhha. Het was ook in het oude Egypte zeer geliefd. Het werd bijvoorbeeld gebruikt voor het dodenmasker van Toetanchamon. Er was in het hele Midden-Oosten zo veel vraag naar dat er al in de 13e eeuw v.Chr. imitaties vervaardigd werden. Uit de stad Sidon zijn bijvoorbeeld rolzegels bekend van koning Annipi en zijn vader Adummu die met behulp van kobalt-zouten een donkerblauwe kleur gegeven zijn. Men gebruikte lapis lazuli ook in gemalen vorm als een blauwe kleurstof (ultramarijn), die ook in de schilderkunst van de renaissance zeer geliefd was.
De archeologische ontdekking van minuscule deeltjes Lapis lazuli op de tanden van een 11e- tot 12e-eeuwse Duitse kloosternon in het Duitse Dalheim toont mogelijk aan dat vrouwen een rol speelden bij het illustreren van manuscripten. Deze ontdekking zou namelijk kunnen impliceren dat deze op 45 à 60-jarige leeftijd gestorven vrouw, boekillustraties heeft gemaakt met de toen zeer kostbare kleurstof ultramarijn, in essentie gemalen lapis lazuli.